# بولشوایل
بولشوایل (به آلمانی: Bollschweil) یک شهر در آلمان است که در برایگاو-هخشوارتسوالد واقع شده‌است. بولشوایل ۲٬۳۴۴ نفر جمعیت دارد.

## خواهرخوانده
شهر Berstett خواهرخواندهٔ بولشوایل هست.